# White Mountain (Alaska)
White Mountain (engl. für „weißer Berg“; Inupiaq: Nasirvik) ist eine Ortschaft in der Nome Census Area im Süden der Seward-Halbinsel in West-Alaska. 2020 hatte sie 185 Einwohner.
White Mountain ist die einzige Siedlung auf der Seward-Halbinsel, die nicht an der Küste liegt. Sie liegt am linken Flussufer des Fish River 17 km oberhalb dessen Mündung in die Golovnin-Lagune. 23 km südöstlich befindet sich Golovin, 97 km westsüdwestlich die Stadt Nome. 
86 % der Bevölkerung sind indianischer Abstammung. Die Einwohner leben hauptsächlich von der Subsistenzwirtschaft. 
In White Mountain macht das Iditarod-Hundeschlittenrennen auf dem Weg nach Nome einen vorgeschriebenen 8-stündigen Zwischenstopp.